# Pasaje Pumicestone

El paso de Pumicestone, también conocido como canal de Pumicestone, es una estrecha vía de agua entre la isla Bribie y el continente en Queensland, Australia. El extremo norte del paso se encuentra en Caloundra, mientras que al sur está Deception Bay.

## Historia
En los mapas de Matthew Flinders, el pasaje aparecía originalmente como Pumice-stone River (río de piedra pómez), ya que encontró una gran cantidad de piedra pómez en la costa. Fue el primer explorador europeo que entró en la bahía de Moreton en 1799 a bordo del Sloop H. M. 'Norfolk' y pasó dos semanas explorando la bahía y sus alrededores y dando nombre a Point Skirmish y Pumice-stone River.

## Entorno

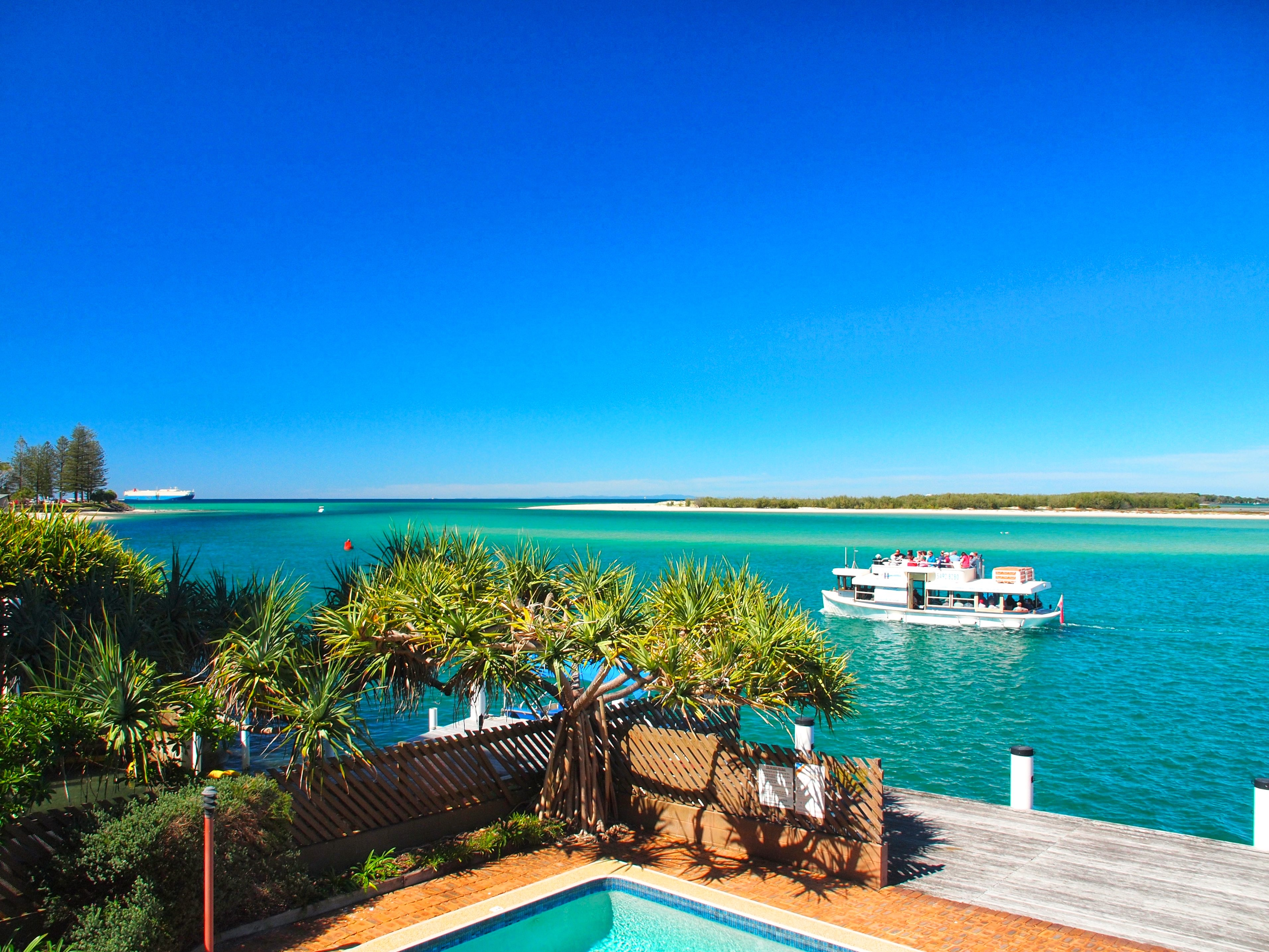
El paso de Caloundra

El Parque Marino del paso de Pumicestone (que ahora forma parte del parque marino de la Bahía de Moreton), declarado oficialmente en 1986, se extiende desde la entrada sur hasta la barra de Caloundra y tiene algo más de 35 kilómetros de longitud a través de los canales y una superficie de 63 km². El parque marino cuenta con 24 islas y está delimitado por 240 kilómetros de costa. El 80% del pasaje tiene menos de dos metros de profundidad y los dugongos frecuentan sus aguas estacionalmente para alimentarse de las hierbas marinas del fondo de los canales del pasaje. Los delfines y las tortugas también hacen del Paso su hogar, así como más de 350 especies de aves. Los hábitats dentro y junto al paso incluyen manglares y marismas, llanuras de arena y fango, dunas costeras y praderas de hierbas marinas.  El paso forma parte de la zona importante para las aves de la bahía de Moreton y el paso de Pumicestone, identificada así por BirdLife International porque alberga un gran número de aves limícolas migratorias.